# 小谷直子
小谷 直子（こたに なおこ、6月27日 - ）は、日本の女性声優、ナレーター。大阪府出身。シグマ・セブン所属。

## 出演

### ナレーション
- 課外授業 ようこそ先輩 - 次週予告
- 雑学王
- ダイワ精工「出かけよう!親子でフィッシング」（DVD）
- パナソニック「マルチメディア授業支援システム」（Web）
- フジフイルム・フォトブック（店頭用）
- フジテレビ「ニュースＪＡＰＡＮ」

### ボイスオーバー
- 愛のお悩み解決!シアワセ結婚相談所
- エチカの鏡〜ココロにキクTV〜
- 寿命をのばすワザ百科
- ホメられてノビるくん

### TVCM
- イオン･日テレ エコウィーク

### デジタルコミック
- アロマチック・ビターズ（2010年[5]、あゆみ / 麻衣）
- サプリ（2010年、渡辺）